# Liudolf van Saksen
Liudolf (vóór 806 - 11 maart 866) wordt vanaf 840 vermeld als graaf in Saksen. In 845 bezocht hij met zijn vrouw paus Sergius II in Rome om diens steun te vragen voor de oprichting van een vrouwenklooster. Dat klooster werd door hen gesticht in 852 in Brunnshausen en zou later naar Gandersheim worden verplaatst. Als militaire leider (dux) vocht hij tegen de Slaven en de Vikingen. Vanaf 850 werd hij hertog van de Oost-Saksen genoemd (Latijn: dux orientalis Saxonum). Zijn persoonlijke bezittingen lagen ook in het oosten van Saksen. Liudolf is begraven in zijn eigen klooster in Brunnshausen.
Het geslacht van de Liudolfingen (ook de Ottonen) is naar hem genoemd, omdat hij er de oudste met zekerheid bekende vertegenwoordiger van is. Er wordt echter algemeen van uitgegaan dat zijn ouders de graaf Bruno van Saksen (geb. ca. 770) en Auda (geb. ca. 780) waren; de ouders van Bruno zijn dan de krijgsheer Bruno van Engern (geb. ca. 725) en Gisla van Verla (geb. ca. 735).
Liudolf was gehuwd met Oda (ca. 806 - 17 mei 913), dochter van de princeps van Billung (Billungers) en Aeda, dochter van Pepijn van Italië en dus kleindochter van Karel de Grote. Oda stichtte in 885 het klooster van Calbe an der Milde en werd meer dan 100 jaar oud. Liudolf en Oda hadden twaalf kinderen.
- Brun van Saksen
- Otto I van Saksen
- Thankmar, van 877/879 abt van Corvey
- Liutgard van Saksen
- Enda
- de H. Hathumod van Brunshausen
- Gerberga, tweede abdis van Gandersheim 874-896
- Christina, derde abdis van Gandersheim 896-919
- nog een dochter en drie zonen; die allen jong zijn overleden

Volgens andere bronnen was hij getrouwd met Hedwig, dochter van Everhard van Friuli.